# Gare de Carlinville
La gare de Carlinville est une gare ferroviaire des États-Unis, située à Carlinville dans l'État de l'Illinois.

## Service des voyageurs

### Desserte
Ligne d'Amtrak:
- Le Lincoln Service: Saint-Louis - Chicago
- Le Texas Eagle: Los Angeles - Chicago